# Makura (eiland)
Makura, ook wel Makira genaamd, is een eiland in Vanuatu, behorend tot de Shepherd-eilanden van de provincie Shefa. Het is 2,1 km² groot en het hoogste punt is 297 m. Volgens de volkstelling van 2009 wonen er 106 mensen. Geologisch gezien is het onderdeel van de vulkaan Makura, een onder zeeniveau gelegen caldera waarvan dit eiland de centraal gelegen kegel vormt.

## Bron
- (en) VNSO 2009 National Population and Housing Census